# Arcs del carrer del Call
Els Arcs del carrer del Call és una obra gòtica de Valls (Alt Camp) protegida com a Bé Cultural d'Interès Local.

## Descripció
Conjunt de dos arcs ojivals. L'exterior, que dona al carrer de l'Església, està format per tretze dovelles regulars i brancals de pedra. L'interior presenta una estructura similar, tot i que els brancals i part de l'arc han estat absorbits pels habitatges existents a banda i banda. La funció dels arcs és doble substentació d'un edificació, i obertura a un carrer.
El call de la ciutat estava situat quasi tocant a l'església parroquial de St. Joan, de nord a sud de la vila. Aquesta zona quedava dins del primer clos, molt prop del perímetre murari.

## Història
Aquests arcs pertanyien a l'antic call judaïc existent a la vila entre els segles XII i XV. Segons la tradició i la documentació, corresponien a una de les entrades de l'antic barri hebreu de la ciutat, que malauradament està poc conservat.